# 台东刺花悬钩子
台东刺花悬钩子（学名：Rubus taitoensis）为蔷薇科悬钩子属下的一个种。

## 扩展阅读
- 維基物種上的相關：台东刺花悬钩子